# خراشا
۳۷°۰۷′۱۴″ شمالی ۵۶°۴۸′۵۴″ شرقی / ۳۷٫۱۲۰۵۶°شمالی ۵۶٫۸۱۵۰۰°شرقی
 خُراشا یا خُراشاه روستایی است در دهستان چهارده سنخواست از توابع بخش بخش جلگه سنخواست، شهرستان جاجرم قرار دارد. بر اساس سرشماری سال ۱۳۸۵، جمعیت این روستا، ۶۵۵ نفر بوده‌است.
مردم خُراشا به  زبان تاتی سخن می‌گویند.

## آثار تاریخی
- آرامگاه خواجه خاموش
- خانه شاه نشین
- خانه شاه نشین فخر نبی
- حمام تاریخی